# Begraafplaats van Asse (Mollemsebaan)
De Begraafplaats van Asse (Mollemsebaan) is een gemeentelijke begraafplaats in de Belgische gemeente Asse. Ze ligt langs de Mollemseweg op 900 m ten noorden van de Sint-Martinuskerk (centrum).
Tegen de noordwestelijke rand van de begraafplaats ligt een perk met meer dan 100 graven van oud-strijders en een gedenkteken voor de gestorven verzetslieden uit beide wereldoorlogen. 

## Britse oorlogsgraven
In de zuidelijke hoek van de begraafplaats ligt en perk met 9 Britse gesneuvelden uit de Tweede Wereldoorlog. Zij behoorden bijna allemaal bij het Royal Armoured Corps en sneuvelden op 18 mei 1940 tijdens de gevechten tegen het oprukkende Duitse leger.
Hun graven worden onderhouden door de Commonwealth War Graves Commission en staan er geregistreerd onder Asse (Mollemsebaan) Communal Cemetery.